# عبد الله بن فيصل بن تركي آل سعود
الإمام عبد الله (الثالث) بن فيصل بن تركي آل سعود، (1247 هـ-1307 هـ) بويع الإمام عبد الله لحكم الدولة عام 1865 وفي عهده خرج الأمير سعود بن فيصل بن تركي على أخيه وغادر الرياض ودارت بين قواتهما عدد من المواجهات، وعاد الأمير سعود إلى الرياض التي غادرها الإمام عبد الله وبويع بالإمامة عام 1871م ثم توفي. وبويع الإمام عبد الرحمن بن فيصل بالإمامة الإ أنه تنازل عنها لأخيه الإمام عبد الله في عام 1876، وحكم الإمام عبد الله حتى مات في الرياض سنة 1307هـ/1891م.

## نسبه
هو الإمام عبد الله بن فيصل بن تركي بن عبد الله بن الإمام محمد بن سعود بن محمد بن مقرن بن مرخان بن إبراهيم بن موسى بن ربيعة بن مانع بن ربيعة المريدي والمردة من حنيفة من بكر بن وائل بن قاسط بن هنب بن أفصى بن دعمي بن جديلة ابن أسد بن ربيعة بن نزار بن معد بن عدنان.

## النزاع بين الأخوين عبد الله وسعود
بعد وفاة الإمام فيصل بن تركي آل سعود تولى ابنه الأكبر عبد الله الحكم من بعده، إلا أن ذلك لم يكن ليرضي أخاه سعود الذي كان وقتها حاكمًا إقليميًا على جنوب الرياض وعاصمتها الخرج، فخرج على أخيه، فظهر جليًا أن البادية مع سعود، بينما الحاضرة والمدن التي تتبع الدولة السعودية وقفت مع عبد الله. فاندلعت بينهما الحروب، حتى تمكن سعود من السيطرة على الأحساء والقطيف، فأنتزعها سنة 1287هـ/1870م، ثم ضيق على أخيه الخناق حتى استولى على الرياض وأخرجه من نجد، مما اضطر عبد الله إلى طلب المساعدة من الأمير بندر ابن رشيد في حائل الذي اعتذر، ثم طلب المساعدة من قبائل سبيع ومطير، ولكن جهوده لم تثمر بشيء. وعندما ضاقت به السبل لجأ إلى عبد الله الصباح شيخ الكويت كي يتوسط له عند السلطات العثمانية في بغداد، فأمر مبعوثه إلى العراق «عبد العزيز بن عبد الله أبابطين» أن يمر في طريقه بالكويت كي يطلب المساعدة من شيخها الذي تربطه بسلمان بك متصرف البصرة روابط قوية. فزوده الشيخ بكتاب إلى المتصرف لمساعدته. فتابع الرسول سيره إلى البصرة حيث زوده المتصرف بوصية منه إلى مدحت باشا والي بغداد، وعندما قابل الوالي شرح له مهمته وسأله المساعدة لمواجهة تمرد سعود وإنقاذ الإمارة مقابل التبعية للدولة العثمانية ودفع الخراج السنوي. وقد كانت نتائج ذلك الصراع هو فتح الباب للتدخل الخارجي المتمثل بالدولة العثمانية والإنجليز وإمارة جبل شمر

## اخوانه
- الأمام سعود بن فيصل بن تركي آل سعود
- الأمير محمد بن فيصل بن تركي آل سعود
- الإمام عبد الرحمن بن فيصل بن تركي آل سعود[12]

## أبناءه
- الأمير تركي بن عبد الله بن فيصل آل سعود
- الأمير فيصل بن عبد الله بن فيصل آل سعود
- الأمير عبد العزيز بن عبد الله بن فيصل آل سعود
- الأمير عبد المحسن بن عبد الله بن فيصل آل سعود
- الأمير عبد الرحمن بن عبد الله بن فيصل آل سعود
- الأميرة الجوهرة بنت عبد الله بن فيصل آل سعود. متزوجة من الأمير عبد العزيز بن سعود بن فيصل آل سعود ولها من الأبناء الأمير محمد بن عبد العزيز بن سعود آل سعود
- الأميرة سارة بنت عبد الله بن فيصل آل سعود. متزوجة من الملك عبد العزيز آل سعود

ليس لأبناء عبد الله بن فيصل ذرية سوى ابنتين لتركي بن عبد الله، وبذلك انقرض نسل عبد الله بن فيصل آل سعود من الذكور.